# 아폴로니오스 정리
아폴로니오스 정리(Apollonius' theorem) 또는 중선정리(中線定理)는 중 기하학에서 삼각형의 각 변들간의 관계를 설명한 정리이다. '아폴로니오스'라는 이름은 고대 그리스의 수학자인 페르게의 아폴로니오스의 이름을 딴 것이다. 대한민국과 일본에서는 흔히 파푸스의 정리(Pappus's theorem)라는 이름으로도 알려져 있으나, 이외의 국가에서는 이러한 이름으로 불리지 않는다.

## 내용

그림에서 {\displaystyle BI=IC}일 때, 선분 {\displaystyle AI}는 중선(Median)이 되고, 다음의 관계가 성립한다.
{\displaystyle AB^{2}+AC^{2}=2(BI^{2}+AI^{2}){=2(CI^{2}+AI^{2})}\,}
특히, {\displaystyle AB=AC}가 성립할 경우, 피타고라스의 정리가 된다. 즉,
{\displaystyle AI^{2}+BI^{2}=AB^{2}(=AC^{2})\,}
이 정리는 스튜어트 정리에서 {\displaystyle BI=IC}를 가정할 때와 동일하므로 스튜어트 정리의 특수한 형태가 된다.

## 증명

### 코사인 법칙을 이용한 증명

아폴로니오스 정리의 증명

세 변이 각각 {\displaystyle a,b,c}인 삼각형에서 변 {\displaystyle a}를 지나도록 중선 {\displaystyle d}를 긋는다.  또한, 변 {\displaystyle a}를 이등분한 후, {\displaystyle a}의 절반을 {\displaystyle m}이라 한다. 또 변 {\displaystyle a}와 중선 {\displaystyle d}가 이루는 두 각을 각각 {\displaystyle \theta }와 {\displaystyle \theta ^{\prime }}이라고 한다. 이때, {\displaystyle \theta }는 변 {\displaystyle b}와 마주보고 {\displaystyle \theta ^{\prime }}은 변 {\displaystyle c}와 마주본다. 그러면 {\displaystyle \theta }와 {\displaystyle \theta ^{\prime }}은 서로 보각이 되므로 {\displaystyle \cos \theta ^{\prime }=-\cos \theta }가 된다. 이때 코사인 법칙에 의해 아래 식이 성립한다.
{\displaystyle {\begin{aligned}b^{2}&=m^{2}+d^{2}-2dm\cos \theta \\c^{2}&=m^{2}+d^{2}-2dm\cos \theta '\\&=m^{2}+d^{2}+2dm\cos \theta \,\end{aligned}}}
첫째 줄의 식과 셋째 줄의 식을 더하면, 아래와 같은 결론을 얻을 수 있다.
{\displaystyle b^{2}+c^{2}=2(m^{2}+d^{2})}

### 피타고라스 정리를 이용한 증명

아폴로니오스 정리의 증명

{\displaystyle \triangle \mathrm {ABC} }에서 {\displaystyle {\overline {\mathrm {BC} }}}의 중점을 {\displaystyle \mathrm {M} }이라 하고, 점 {\displaystyle \mathrm {A} }에서 {\displaystyle {\overline {\mathrm {BC} }}}에 내린 수선의 발을 점 {\displaystyle \mathrm {H} }라 한다. 이때, {\displaystyle {\overline {\mathrm {BM} }}={\overline {\mathrm {CM} }}}이다. 피타고라스 정리를 활용하면 아래와 같이 증명할 수 있다.
{\displaystyle {\begin{matrix}{\overline {\mathrm {AB} }}^{2}&=&\left({\overline {\mathrm {BM} }}+{\overline {\mathrm {MH} }}\right)^{2}+{\overline {\mathrm {AH} }}^{2}\\&=&{\overline {\mathrm {BM} }}^{2}+2{\overline {\mathrm {BM} }}\times {\overline {\mathrm {MH} }}+{\overline {\mathrm {MH} }}^{2}+{\overline {\mathrm {AH} }}^{2}\end{matrix}}}
{\displaystyle {\begin{matrix}{\overline {\mathrm {AC} }}^{2}&=&\left({\overline {\mathrm {CM} }}-{\overline {\mathrm {MH} }}\right)^{2}+{\overline {\mathrm {AH} }}^{2}\\&=&\left({\overline {\mathrm {BM} }}-{\overline {\mathrm {MH} }}\right)^{2}+{\overline {\mathrm {AH} }}^{2}\\&=&{\overline {\mathrm {BM} }}^{2}-2{\overline {\mathrm {BM} }}\times {\overline {\mathrm {MH} }}+{\overline {\mathrm {MH} }}^{2}+{\overline {\mathrm {AH} }}^{2}\end{matrix}}}
{\displaystyle {\begin{matrix}\therefore {\overline {\mathrm {AB} }}^{2}+{\overline {\mathrm {AC} }}^{2}&=&2\left({\overline {\mathrm {BM} }}^{2}+{\overline {\mathrm {MH} }}^{2}+{\overline {\mathrm {AH} }}^{2}\right)\\&=&2\left({\overline {\mathrm {AM} }}^{2}+{\overline {\mathrm {BM} }}^{2}\right)\end{matrix}}}

### 좌표를 이용한 증명

좌표를 활용한 아폴로니오스 정리의 증명

좌표를 사용하여 증명할 수도 있다.
그림과 같이 {\displaystyle {\overline {\mathrm {BC} }}}가 {\displaystyle x}축과 겹쳐지도록 한다. {\displaystyle \triangle \mathrm {ABC} }에서 {\displaystyle {\overline {\mathrm {BC} }}}의 중점을 {\displaystyle \mathrm {M} }이라 하고, 점 {\displaystyle \mathrm {M} }이 원점에 오도록 한다. 각 점의 좌표는 각각 {\displaystyle \mathrm {A} (a,b)}, {\displaystyle \mathrm {B} (-c,0)}, {\displaystyle \mathrm {C} (c,0)}, {\displaystyle \mathrm {M} (0,0)}이 된다.
{\displaystyle {\overline {\mathrm {AB} }}^{2}=(a+c)^{2}+b^{2}=a^{2}+b^{2}+c^{2}+2ac}
{\displaystyle {\overline {\mathrm {AC} }}^{2}=(a-c)^{2}+b^{2}=a^{2}+b^{2}+c^{2}-2ac}
{\displaystyle {\overline {\mathrm {AM} }}^{2}=a^{2}+b^{2}}
{\displaystyle {\overline {\mathrm {BM} }}^{2}=c^{2}}
{\displaystyle {\overline {\mathrm {AB} }}^{2}+{\overline {\mathrm {AC} }}^{2}=2(a^{2}+b^{2}+c^{2})}, {\displaystyle {\overline {\mathrm {AM} }}^{2}+{\overline {\mathrm {BM} }}^{2}=a^{2}+b^{2}+c^{2}}
{\displaystyle \therefore {\overline {\mathrm {AB} }}^{2}+{\overline {\mathrm {AC} }}^{2}=2\left({\overline {\mathrm {AM} }}^{2}+{\overline {\mathrm {BM} }}^{2}\right)}

## 같이 보기
- 스튜어트 정리